# Oscinoides annuliorus
Oscinoides annuliorus är en tvåvingeart som först beskrevs av Oswald Duda 1933.  Oscinoides annuliorus ingår i släktet Oscinoides och familjen fritflugor. Inga underarter finns listade i Catalogue of Life.